# 佐伯子麻呂
佐伯 子麻呂（さえき の こまろ）は、飛鳥時代の貴族。氏は佐伯部とも、名は古麻呂とも記される。姓は連。冠位は贈大錦上。

## 経歴
皇極天皇3年（644年）当時の実力者であった大臣・蘇我入鹿の排除を企図していた中臣鎌足により、葛城稚犬養網田と共に中大兄皇子（のちの天智天皇）に推挙されて、入鹿討滅の企てに加わる。翌皇極天皇4年（645年）6月に蘇我入鹿の暗殺に参加する。暗殺の場となる大極殿で、鎌足の命を受けた海犬養勝麻呂から剣を受け取るが、暗殺直前には食事が喉を通らずに吐いてしまうほど緊張したと伝えられる。暗殺実行時も、当初は入鹿の威勢を恐れて進み出ることができなかったため、中大兄皇子が掛け声と共に飛び出して先に入鹿を切りつける。ここで子麻呂は驚いて席を立とうとする入鹿の片脚に斬りつけ、さらに葛城稚犬養網田と共に、皇極天皇に事態の説明を求める入鹿の息の根を止めた（乙巳の変）。この変における功労により、子麻呂は封地40町6反を与えられた。
同年11月には中大兄皇子に命じられて、阿倍渠曽倍と共に40人の兵士を率いて、入鹿暗殺後に出家して吉野に隠棲していた古人大兄皇子を攻撃して、皇子とその子息を殺害したともされる。
天智天皇5年（666年）3月には、病気になった子麻呂を中大兄皇子が見舞い、元から従ってきた功績をほめ嘆いたという。やがて間もなく子麻呂は没したと思われる。没後、大錦上を贈位された。
天平宝字元年（757年）になって過去に与えられた封地に対して田令における功田としての等級が定められた際、子麻呂の功労は他人の指揮を受けて戦い姦賊を誅殺したため、子麻呂に与えられた封地は大功ではなく上功の功田に該当するとして、子孫三代に亘って相続させることが定められている。